# الإبادة الجماعية للشعوب الأصلية في البرازيل
بدأت الإبادة الجماعية للشعوب الأصلية في البرازيل مع الاستعمار البرتغالي للأمريكتين، عندما وصل بيدرو ألفاريز كابرال في عام 1500 إلى اليابسة فيما يعرف الآن بدولة البرازيل. وقد بدأ بيدرو ألفاريس كابرال العملية التي أدت إلى هجرة السكان الأصليين في البرازيل، نتيجة المرض والعلاج العنيف من قبل المستوطنين الأوروبيين، واستبدالهم التدريجي بمستعمرين من أوروبا وأفريقيا. وُصفت هذه العملية بأنها إبادة جماعية ما زالت تستمر حتى العصر الحديث مع التدمير المستمر للشعوب الأصلية في منطقة الأمازون.
دُمرت أكثر من ثمانين قبيلة أصلية بين عامي 1900 و1957، وانخفض إجمالي عدد السكان الأصليين بأكثر من ثمانين بالمائة، من أكثر من مليون إلى حوالي مائتي ألف نسمة فقط. يعترف الدستور البرازيلي لعام 1988 بحق الشعوب الأصلية في متابعة أساليب حياتهم التقليدية وفي الحيازة الدائمة والحصرية لـ «أراضيهم التقليدية»، التي عُينت حدودها على أنها أقاليم للشعوب الأصلية. ومع ذلك، من الناحية العملية، ما يزال السكان الأصليون في البرازيل يواجهون عددًا من التهديدات والتحديات الخارجية لاستمرار وجودهم وتراثهم الثقافي. تُعد عملية ترسيم الحدود بطيئةً، وغالبًا ما تنطوي على معارك قانونية مطولة، ولا تملك المؤسسة الهندية الوطنية الموارد الكافية لفرض الحماية القانونية على أراضي السكان الأصليين.
ازداد استغلال غابات الأمازون المطيرة لأغراض لتعدين وقطع الأشجار وتربية الماشية منذ ثمانينيات القرن الماضي، ما يشكل تهديدًا خطيرًا للسكان الأصليين في المنطقة. ويواصل المستوطنون الذين يتعدون بشكل غير قانوني على أراضي السكان الأصليين تدمير البيئة اللازمة لأساليب الحياة التقليدية للشعوب الأصلية، وإثارة المواجهات العنيفة ونشر الأمراض. ووصلت شعوب مثل شعوب الأكونتسو والكانوي إلى حافة الانقراض خلال العقود الثلاثة الماضية.  قُدمت منظمة التعبير عن الشعوب الأصلية في البرازيل (APIB) إلى الأمم المتحدة وثيقة حول حقوق الإنسان مع شكاوى حول قوانين جديدة مقترحة في البرازيل من شأنها أن تقوض حقوقهم أكثر إذا تمت الموافقة عليها. 
شُكلت العديد من المنظمات غير الحكومية نتيجة الاضطهاد المستمر للشعوب الأصلية في البرازيل، وجرت مارسة ضغوط دولية على الدولة بعد إصدار تقرير فيغيريدو الذي وثق الانتهاكات الجسيمة لحقوق الإنسان في البرازيل.
وُصفت الانتهاكات في البرازيل بأنها إبادة جماعية وعرقية وثقافية.